# San Mateo del Mar (kommun)
San Mateo del Mar är en kommun i Mexiko.   Den ligger i delstaten Oaxaca, i den sydöstra delen av landet, 600 km sydost om huvudstaden Mexico City.
Följande samhällen finns i San Mateo del Mar:
- San Mateo del Mar
- Colonia Juárez
- Colonia Cuauhtémoc
- Villa Hermosa
- Laguna Santa Cruz
- El Pacífico
- San Martín
- La Reforma